# Sven Nordenström
Sven Alvar Martin Nordenström (ur. 9 grudnia 1888 w Sztokholmie, zm. 2 maja 1945) – szermierz, szpadzista reprezentujący Szwecję, uczestnik letnich igrzysk olimpijskich w Sztokholmie w 1912 roku. Zginął na pokładzie promu Spercheios, kiedy wywrócił się na północ od wyspy Hydra.